# Joshua Clayton
Joshua Clayton (ur. 20 lipca 1744, zm. 11 sierpnia 1798 w Filadelfii) – amerykański prawnik i polityk.
W latach 1789–1793 był prezydentem Delaware, a w latach 1793-1798 był pierwszym gubernatorem tego stanu.
W 1798 roku podczas piątej kadencji Kongresu Stanów Zjednoczonych przez kilka miesięcy reprezentował stan Delaware w Senacie Stanów Zjednoczonych.
Jego syn, Thomas Clayton, reprezentował stan Delaware zarówno w Izbie Reprezentantów Stanów Zjednoczonych jak i w Senacie Stanów Zjednoczonych. Jego bratanek, John M. Clayton, również zasiadał w Senacie Stanów Zjednoczonych jako przedstawiciel stanu Delaware, a także był sekretarzem stanu Stanów Zjednoczonych.